# Knud Kristiansen (Politiker, 1932)
Knud Kristian Augustinus Anthon Kristiansen (* 13. Januar 1932 in Kangerluk; † 8. Dezember 1978 in Nuuk) war ein grönländischer Künstler und Landesrat.

## Leben
Knud Kristiansen war der Sohn des Jägers Karl Ole Jerimias Hans Kristiansen und seiner Frau Karen Birthe Karoline Kirstine Broberg. Am 5. Oktober 1958 heiratete er in Qeqertarsuaq die aus Qaarsut stammende Elisabeth Ane Agathe Pauline Lone Zeeb (* 1934), Tochter des Jägers Ole Ludvig Mathias Thomas Zeeb und seiner Frau Agathe Karen Marie.
Kristiansen absolvierte eine Ausbildung zum Zimmermann, arbeitete später als Seemann und fand schließlich zur Kunst. Er erstellte meist fantasiebetonte und stimmungsvolle Werke aus Knochen und Speckstein her. 1975 wurde er in den letzten Landesrat gewählt. Knud Kristiansen starb etwa sechs Wochen nach Ende der letzten Sitzung im Alter von nur 46 Jahren nach längerer Krankheit.